# Modou Jobe
Alagie Modou Jobe (Sanyang, 27 de outubro de 1988) é um futebolista profissional gambiano que atua como goleiro. Atualmente joga pelo Black Leopards.

## Carreira
Jobe estreou no futebol em 2006, no Real Banjul. Pelo clube, foi campeão nacional em 2007 e 2012, ano em que venceu uma Supercopa. Defendeu ainda 3 times do Senegal (Niarry Tally, Linguère e ASEC Ndiambour), um da Nigéria (El-Kanemi Warriors) e outro da Arábia Saudita (Jeddah Club). Desde agosto de 2021, atua pelo Black Leopards (África do Sul).

## Seleção Gambiana
Jobe estreou pela seleção da Gâmbia em junho de 2007, contra Cabo Verde. Ficou sem ser convocado até 2012, quando passou a ser nome frequente nas listas.
Convocado para a Copa das Nações Africanas de 2021, começou como titular e atuou nos jogos contra Mauritânia e Mali, perdendo a vaga para o primeiro reserva, Baboucarr Gaye, a partir do jogo contra a Tunísia. Os Escorpiões surpreenderam ao terminarem na vice-liderança do Grupo F, empatado com o Mali (superada apenas pelo saldo de gols), chegando às quartas-de-final, perdendo por 2 a 0 para Camarões, país-sede da competição.

## Títulos
Real Banjul
- Campeonato Gambiano: 2007, 2012
- Supercopa da Gâmbia: 2012

Niarry Tally
- Copa do Senegal: 2016